# Dżabal Samhan
Dżabal Samhan (ar. جبل سمحان) – masyw górski w zachodnim Omanie, leżący na terenie prowincji Zufar. W 1997 roku obszar objęto ochroną i utworzono tu rezerwat przyrody.

## Geografia
Dżabal Samhan leży na terenie prowincji Zufar.
Zbudowany jest z wapieni z okresu paleogenu ułożonych na gnejsie poprzerastanym bazaltowymi dajkami z proterozoiku. Wznosi się na wysokość 1500–1800 m n.p.m., na południowym wschodzie strome zbocza tworzą monumentalną skarpę, a na zachodzie opadają łagodnie ku pustyni. Masyw przecinają głębokie wąwozy wyrzeźbione przez rzeki epizodyczne. Na dnie wadi w kilku większych zagłębieniach zbiera się woda pitna, umożliwiając przeżycie zwierząt.
Średnia roczna temperatura to 26 °C, a średnie opady na niższych wysokościach wynoszą ok. 50–100 mm, a w partiach wyższych dochodzą do 100–200 mm.

### Flora i fauna
Odnotowano tu ok. 20 gatunków endemicznych, m.in. Anogeissus dhofarica, Lavandula hasikensis, Maytenus dhofarensis i Salvia hillcoatiae. Na obszarach letnich wiatrów monsunowych (kharif) znad Oceanu Indyjskiego rośnie kadzidłowiec Cartera (Boswellia sacra).
Występuje tu m.in. krytycznie zagrożony lampart arabski (Panthera pardus nimr), tworząc największą populację na Bliskim Wschodzie. Ponadto żyją tu zagrożony wyginięciem koziorożec nubijski (Capra ibex) i zębiełek omański (Crocidura dhofarensis), a także hiena pręgowana (Hyaena hyaena), wilk szary (Canis lupus) i lis afgański (Vulpes cana).

## Rezerwat przyrody Dżabal Samhan
W 1997 roku, na mocy Królewskiego Dekretu Nr. 48/1997, obszar objęto ochroną i utworzono tu rezerwat przyrody o powierzchni 4500 km² – największy na terenie Omanu.
W 2013 roku rezerwat przyrody Dżabal Samhan został wpisany omańską listę informacyjną UNESCO – listę obiektów, które Oman zamierza rozpatrzyć do zgłoszenia do wpisu na listę światowego dziedzictwa UNESCO.